# Nowy, lepszy świat
Nowy, lepszy świat – amerykański komediodramat z 2005 roku. Historia życia kilku osób po zamachu z 11 września 2001 r.

## Główne role
- Olympia Dukakis - Judy Hillerman
- Jim Gaffigan - Sandie
- Judy Greer - Allison Burbage
- Maggie Gyllenhaal - Emme Keeler
- Tom McCarthy - Davie Burbage
- Sharat Saxena - Satish
- Naseeruddin Shah - Avinash / „Avi”
- Tony Shalhoub - dr Trabulous
- Dick Latessa - Jerry Binder
- Will Arnett - Danny Keeler
- Seth Gilliam - Clayton
- Anita Gillette - Lainie
- Julie Dretzin - Julie Driscoll
- Edie Falco - Safarah Polsky
- Jim Parsons - Justin
- Martha Millan - Alexa
- Nancy McDoniel - Agnes Whitehead
- Fred Burrell - Wexler Whitehead